# 王大同
王大同（？—？），山东乐陵县人，清朝政治人物。
王大同於嘉慶十年（1805年）中式乙丑科进士。嘉庆十五年（1810年）任江苏上海县知县一职。他在擔任上海县知县期間，當地人李林松向王大同請求編修新的上海縣地方志。